# 2013-14 no futebol português
Em 2013–14 no futebol português, o FC Porto venceu a Supertaça Cândido de Oliveira de 2013 enquanto o Benfica fez a tripleta ao conquista campeonato, Taça de Portugal e Taça da Liga.

## Títulos
- Primeira Liga – Benfica
- Segunda Liga – Moreirense
- Taça de Portugal – Benfica
- Taça da Liga – Benfica
- Supertaça Cândido de Oliveira – FC Porto

## Classificações

### Primeira Liga
| #  | Equipa               | Pts | J  | V  | E  | D  | GM | GS | DG  | Notas                                                    |
| -- | -------------------- | --- | -- | -- | -- | -- | -- | -- | --- | -------------------------------------------------------- |
| 1  | Benfica              | 74  | 30 | 23 | 5  | 2  | 58 | 18 | +40 | Campeão e Fase de Grupos da Liga dos Campeões de 2014–15 |
| 2  | Sporting             | 67  | 30 | 20 | 7  | 3  | 54 | 20 | +34 | Fase de Grupos da Liga dos Campeões de 2014–15           |
| 3  | Porto                | 61  | 30 | 19 | 4  | 7  | 57 | 25 | +32 | Play-Off da Liga dos Campeões de 2014–15                 |
| 4  | Estoril              | 54  | 30 | 15 | 9  | 6  | 42 | 26 | +16 | Fase de Grupos da Liga Europa de 2014–15                 |
| 5  | Nacional             | 45  | 30 | 11 | 12 | 7  | 43 | 33 | +10 | Play-off da Liga Europa de 2014–15                       |
| 6  | Marítimo             | 41  | 30 | 11 | 8  | 11 | 40 | 44 | -4  |                                                          |
| 7  | Vitória de Setúbal   | 39  | 30 | 10 | 9  | 11 | 41 | 41 | 0   |                                                          |
| 8  | Acadêmica de Coimbra | 37  | 30 | 9  | 10 | 11 | 25 | 35 | -10 |                                                          |
| 9  | Braga                | 37  | 30 | 10 | 7  | 13 | 39 | 37 | +2  |                                                          |
| 10 | Vitória de Guimarães | 35  | 30 | 10 | 5  | 15 | 30 | 35 | -5  |                                                          |
| 11 | Rio Ave              | 32  | 30 | 8  | 8  | 14 | 21 | 35 | -14 | 3ª Pré-eliminatória da Liga Europa de 2014–15            |
| 12 | Arouca               | 31  | 30 | 8  | 7  | 15 | 28 | 42 | -14 |                                                          |
| 13 | Gil Vicente          | 31  | 30 | 8  | 7  | 15 | 23 | 37 | -14 |                                                          |
| 14 | Belenenses           | 28  | 30 | 6  | 10 | 14 | 19 | 33 | -14 |                                                          |
| 15 | Paços de Ferreira    | 24  | 30 | 6  | 6  | 18 | 28 | 59 | -31 | Vencedor do play-off de despromoção = fica na 1ª Liga)   |
| 16 | Olhanense            | 24  | 30 | 6  | 6  | 18 | 21 | 49 | –28 | Despromoção                                              |

### Segunda Liga
| #  | Equipa               | Pts | J  | V  | E  | D  | GM | GS | DG  | Notas                                      |
| -- | -------------------- | --- | -- | -- | -- | -- | -- | -- | --- | ------------------------------------------ |
| 1  | Moreirense           | 79  | 42 | 21 | 16 | 5  | 65 | 25 | +40 | Primeira Liga de 2014–15.                  |
| 2  | Porto B              | 77  | 42 | 23 | 8  | 11 | 59 | 42 | +17 | Equipa B - Não pode subir à Primeira Liga. |
| 3  | Penafiel             | 73  | 42 | 18 | 19 | 5  | 47 | 24 | +23 | Primeira Liga de 2014–15.                  |
| 4  | Desportivo das Aves  | 71  | 42 | 20 | 11 | 11 | 46 | 35 | +11 | Perdeu Play-off à Primeira Liga de 2014–15 |
| 5  | Benfica B            | 70  | 42 | 20 | 10 | 12 | 77 | 56 | +21 | Equipa B - Não pode subir à Primeira Liga. |
| 6  | Sporting B           | 70  | 42 | 20 | 10 | 12 | 61 | 50 | +11 | Equipa B - Não pode subir à Primeira Liga. |
| 7  | Portimonense         | 67  | 42 | 19 | 10 | 13 | 58 | 48 | +10 |                                            |
| 8  | Desportivo de Chaves | 67  | 42 | 19 | 10 | 13 | 58 | 56 | +2  |                                            |
| 9  | Tondela              | 59  | 42 | 16 | 11 | 15 | 41 | 38 | +3  |                                            |
| 10 | Sp.Farense           | 57  | 42 | 15 | 12 | 15 | 45 | 44 | +1  |                                            |
| 11 | Académico de Viseu   | 54  | 42 | 16 | 6  | 20 | 43 | 43 | 0   |                                            |
| 12 | Beira-Mar            | 54  | 42 | 14 | 12 | 16 | 45 | 48 | -3  |                                            |
| 13 | União da Madeira     | 52  | 42 | 14 | 10 | 18 | 50 | 46 | +4  |                                            |
| 14 | Feirense             | 50  | 42 | 10 | 20 | 12 | 41 | 46 | -5  |                                            |
| 15 | Santa Clara          | 48  | 42 | 13 | 9  | 20 | 38 | 46 | -8  |                                            |
| 16 | Sporting da Covilhã  | 48  | 42 | 13 | 9  | 20 | 34 | 50 | -16 |                                            |
| 17 | Leixões              | 47  | 42 | 13 | 8  | 21 | 42 | 57 | -15 |                                            |
| 18 | União Oliveirense    | 47  | 42 | 13 | 8  | 21 | 56 | 76 | -20 |                                            |
| 19 | Trofense             | 47  | 42 | 11 | 14 | 17 | 36 | 61 | -25 |                                            |
| 20 | Sp.Braga B           | 44  | 42 | 12 | 8  | 22 | 47 | 60 | -13 | Equipa B - Não pode subir à Primeira Liga. |
| 21 | Marítimo B           | 43  | 42 | 11 | 10 | 21 | 39 | 57 | -18 | Equipa B - Não pode subir à Primeira Liga. |
| 22 | Atlético             | 40  | 42 | 9  | 13 | 20 | 34 | 54 | -20 | Repescado                                  |